# گلاتفلتر
گلاتفلتر (انگلیسی: Glatfelter) شرکت کاغذ آمریکایی است، که در سال ۱۸۶۴ تأسیس شد.